# Outcast: Opętanie (serial telewizyjny)
Outcast: Opętanie (tytuł oryginału: Outcast) – amerykański serial telewizyjny wyprodukowany przez Circle of Confusion oraz Fox International Channels. Serial jest adaptacją serii komiksowej pt. Outcast autorstwa Roberta Kirkmana i rysownika Paula Azacety. Outcast był emitowany od 3 czerwca 2016 roku do 5 czerwca 2017 roku przez Cinemax. Premierowy odcinek serialu został udostępniony 20 maja 2016 roku na Facebooku.
15 marca 2016 roku stacja Cinemax zamówiła drugi sezon.
W Polsce serial był emitowany od 4 czerwca 2016 roku do 12 czerwca 2017 roku przez Fox Polska.
Na początku października 2018 roku, stacja Cinemax ogłosiła zakończenie produkcji serialu po dwóch sezonach.

## Fabuła
Serial skupia się na życiu Kyle'a Barnesa, którego od dziecka otaczają ludzie opętani przez demony. W odkryciu tajemnicy swojego przeznaczenia, Kyle'owi pomaga wielebny Anderson, pastor lokalnego kościoła i zarazem egzorcysta.

## Obsada

### Główna
- Patrick Fugit jako Kyle Barnes[5]
- Philip Glenister jako pastor Anderson[6]
- Brent Spiner jako Sidney[7]
- Wrenn Schmidt jako Megan Holter[6]
- David Denman jako Mark Holter[7]
- Madeleine McGraw jako Amber Barnes[7][8]

### Drugoplanowe
- Grace Zabriskie jako Mildred[7]
- Catherine Dent jako Janet Anderson[7]
- Lee Tergesen jako Blake Morrow[7]
- Gabriel Bateman jako Joshua Austin[6]
- Reg E. Cathy jako Giles, szef policji[6]
- Julia Crockett jako Sarah Barnes, matka Kyle'a[6]
- C. Thomas Howell[9]

## Lista odcinków
| Sezon | Sezon | Odcinki | Oryginalna emisja                           | Oryginalna emisja | Oryginalna emisja | Oryginalna emisja | Oryginalna emisja |
| Sezon | Sezon | Odcinki | Premiera sezonu                             | Finał sezonu      | Premiera sezonu   | Finał sezonu      |                   |
| ----- | ----- | ------- | ------------------------------------------- | ----------------- | ----------------- | ----------------- | ----------------- |
|       | 1     | 10      | 3 czerwca 2016                              | 12 sierpnia 2016  | 4 czerwca 2016    | 13 sierpnia 2016  |                   |
|       | 2     | 10      | 3 kwietnia 2017 (UK) 10 kwietnia 2017 (USA) | 5 czerwca 2017    | 10 kwietnia 2017  | 12 czerwca 2017   |                   |

### Sezon 1 (2016)
| Nr | #  | Tytuł                          | Tytuł polski            | Reżyseria      | Scenariusz        | Premiera (Cinemax) | Premiera (Fox Polska) |
| -- | -- | ------------------------------ | ----------------------- | -------------- | ----------------- | ------------------ | --------------------- |
| 1  | 1  | A Darkness Surrounds Him       | Otacza go mrok          | Adam Wingard   | Robert Kirkman    | 3 czerwca 2016     | 4 czerwca 2016        |
| 2  | 2  | (I Remember) When She Loved Me | Pamiętam jak go kochała | Howard Deutch  | Jeff Vlaming      | 10 czerwca 2016    | 11 czerwca 2016       |
| 3  | 3  | All Alone Now                  | Pozostaliśmy sami       | Howard Deutch  | Chris Black       | 17 czerwca 2016    | 18 czerwca 2016       |
| 4  | 4  | A Wrath Unseen                 | Niewidoczny gniew       | Julius Ramsay  | Robert Kirkman    | 24 czerwca 2016    | 25 czerwca 2016       |
| 5  | 5  | The Road Before Us             | Droga przed nami        | Craig Zobel    | Robin Veith       | 8 lipca 2016       | 2 lipca 2016          |
| 6  | 6  | From the Shadows It Watches    | Obserwuje nas z ukrycia | Tricia Brock   | Joy Blake         | 15 lipca 2016      | 16 lipca 2016         |
| 7  | 7  | The Damage Done                | Wyrządzone szkody       | Leigh Janiak   | Nathaniel Halpern | 22 lipca 2016      | 23 lipca 2016         |
| 8  | 8  | What Lurks Within              | Co czai się w środku    | Scott Winant   | Tony Basgallop    | 29 lipca 2016      | 30 lipca 2016         |
| 9  | 9  | Close to Home                  | Coś osobistego          | Howard Deutch  | Adam Targum       | 5 sierpnia 2016    | 6 sierpnia 2016       |
| 10 | 10 | This Little Light              | Światełko               | Loni Peristere | Chris Black       | 12 sierpnia 2016   | 13 sierpnia 2016      |

### Sezon 2 (2017)
| Nr | #  | Tytuł                      | Tytuł polski         | Reżyseria                | Scenariusz               | Premiera (FOX)                              | Premiera (Fox Polska) |
| -- | -- | -------------------------- | -------------------- | ------------------------ | ------------------------ | ------------------------------------------- | --------------------- |
| 11 | 1  | Bad Penny                  | Zły szeląg           | Tricia Brock             | Chris Black              | 3 kwietnia 2017 (UK) 10 kwietnia 2017 (USA) | 10 kwietnia 2017      |
| 12 | 2  | The Day After That         | Dzień po tym         | Loni Peristere           | Adam Targum              | 10 kwietnia 2017 (UK/USA)                   | 17 kwietnia 2017      |
| 13 | 3  | Not My Job to Judge        | Nie mnie osądzać     | Howard Deutch            | Jeff Vlaming             | 17 kwietnia 2017 (UK/USA)                   | 24 kwietnia 2017      |
| 14 | 4  | The One I'd Be Waiting For | Ktoś, na kogo czekam | Alrick Riley             | Rebecca Sonnenshine      | 24 kwietnia 2017 (UK/USA)                   | 1 maja 2017           |
| 15 | 5  | The Common Good            | Dla wspólnego dobra  | Ti West                  | Chris Black, Adam Targum | 1 maja 2017 (UK/USA)                        | 8 maja 2017           |
| 16 | 6  | Fireflies                  | Świetliki            | Fernando Coimbra         | Sarah Byrd               | 8 maja 2017 (UK/USA)                        | 15 maja 2017          |
| 17 | 7  | Alone When It Comes        | Zdany na siebie      | Josef Wladyka            | Helen Leigh              | 15 maja 2017 (UK/USA)                       | 22 maja 2017          |
| 18 | 8  | Mercy                      | Łaska                | Daisy von Scherler Mayer | Jeff Vlaming             | 22 maja 2017 (UK/USA)                       | 29 maja 2017          |
| 19 | 9  | This Is How It Starts      | Tak to się zaczyna   | Howard Deutch            | Adam Targum              | 29 maja 2017 (UK/USA)                       | 5 czerwca 2017        |
| 20 | 10 | To the Sea                 | W stronę morza       | Loni Peristere           | Chris Black              | 5 czerwca 2017(UK/USA)                      | 12 czerwca 2017       |

## Produkcja
28 lipca 2014 roku stacja Cinemax zamówiła pilotowy odcinek Outcast. W listopadzie 2014 roku ogłoszono, że główną rolę w serialu zagra Patrick Fugit. W samym miesiącu do serialu dołączyli: Philip Glenister, Gabriel Bateman, Wrenn Schmidt, Reg E. Cathy, Julia Crockett, Kip Pardue.
13 lutego 2015 roku, stacja Cinemax zamówiła pierwszy sezon serialu.
Zdjęcia do serialu rozpoczęły się w sierpniu 2015 roku. W tym samym miesiącu, do serialu dołączyli: David Denman, Melinda McGraw, Grace Zabriskie, Catherine Dent, Lee Tergesen oraz Brent Spiner.
W sierpniu 2016 roku, Melinda McGraw awansowała do obsady głównej w 2 sezonie.
Pod koniec września 2016 roku, C. Thomas Howell dołączył do 2 sezonu serialu